# وسپا اسپرینت
وسپا اسپرینت (انگلیسی: Vespa Sprint) یک موتورسیکلت ۱۵۰ سی‌سی با سیستم موتور دوزمانه است که توسط کمپانی وسپا از سال ۱۹۶۵ تا ۱۹۷۶ تولید می‌شد.
این موتور اسکوتر در دو نسخه مختلف عرضه شده‌است. مدلهای اولیه تا سال ۱۹۷۴ ساخته می‌شدند. مدلهای بعدی، از ۱۹۶۹ تا ۱۹۷۶ ساخته شدند. در نسخه بروزرسانی شده موتور با اضافه شدن درگاه انتقال سوم در انتهای بالایی موتور و نسبت فشرده سازی به ۷٫۷: ۱ ارتقا یافت. 
در اصل این مدل فاقد چراغ راهنما بود. با این حال، تمام مدل‌های Sprint Veloces که پس از سال ۱۹۷۳ به ایالات متحده وارد شدند، دارای چراغ راهنما به عنوان تجهیزات استاندارد برای برآورده کردن مقررات آمریکا بودند. باجاج چتاک اصلی که در هند تولید شده و میلیون‌ها تولید و به فروش رسید، که یک شبیه‌سازی از وسپا اسپرینت بود. به همین دلیل، تقریباً همه اعضای بدنه را این موتور را می‌توان حتی امروز در بازارهای فرعی خریداری کرد.